# Toussaint Le Garrec
Toussaint Le Garrec, né à Kergrist-Moëlou (Côtes-d'Armor) le 7 septembre 1862 et mort à Morlaix (Finistère) le 18 mars 1939, fut huissier à Plouigneau, puis juge de paix à Taulé. Ce fut un barde, un poète et auteur de pièces de théâtre en langue bretonne. 
Il gagne de nombreux concours organisés par l'Union régionaliste bretonne avant de publier différents écrits essentiellement rédigés en breton.

## Publications
- Ar pevar mab Emon, en coll. avec Charles Rolland
- Sant Gwenole, (mystère en trois actes
- Ar Vezventi, pièce en trois actes
- Alan al Louarn, drame en un acte
- Hollvelen, pièce en quatre actes, 1926
- Moueziou an abardaë-Noz ("Les chants du crépuscule"), poèmes et chants bretons
- Les Chants du voyageur, recueil de vers, 1898.